# Ilha de Hong Kong

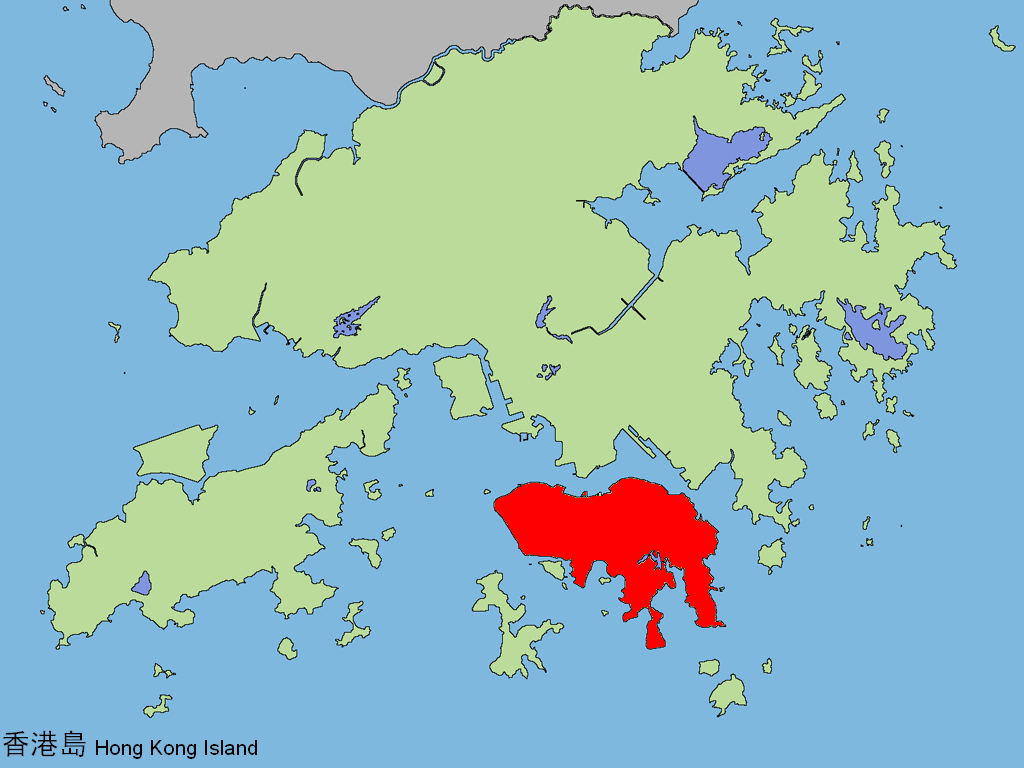
Mapa mostrando a localização da Ilha de Hong Kong.

A Ilha de Hong Kong (no chinês tradicional: 香港島) é uma ilha da parte sul de Hong Kong. Tem uma população de 1 268 122 habitantes e área de 80,5 km² (2006). A ilha tem cerca de 3 000 dos seus habitantes  espalhados por aldeias piscatórias.
Esta é a maior ilha de Hong Kong.
A ilha foi tomada pelo Reino Unido no início da década de 1840, e a Cidade de Victoria foi fundada na ilha. A zona central da ilha é o núcleo histórico, político e económico de Hong Kong. A costa norte da ilha é a costa sul do porto de Victoria, que teve um papel de destaque no desenvolvimento e crescimento de Hong Kong, já que pela sua profundidade é apropriado para o acesso de grandes navios.
A ilha tem muitas das paisagens mais famosas de Hong Kong, como o pico Victoria e o Parque do Oceano, bem como muitos locais históricos e diversos centros comerciais. As montanhas que atravessam a ilha são utilizadas para a prática de montanhismo. A parte norte da ilha junto ao centro urbano de Kowloon forma a principal área urbana de Hong Kong. A extensão combinada de ambos os territórios é de aproximadamente 88,3 km2, e a população combinada é de cerca de 3 156 500 pessoas, o que reflete uma densidade de 37 700 habitantes/km².

## Administração

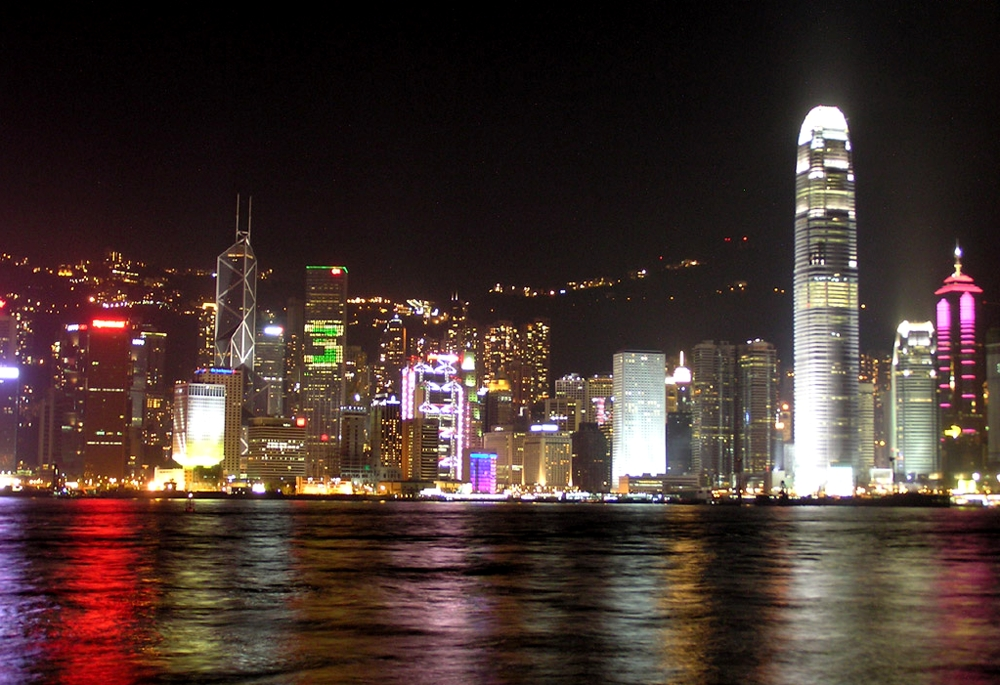
Vista noturna do "Lado da ilha" visto a partir do "Lado de Kowloon" - o lado oposto do Porto de Victoria.

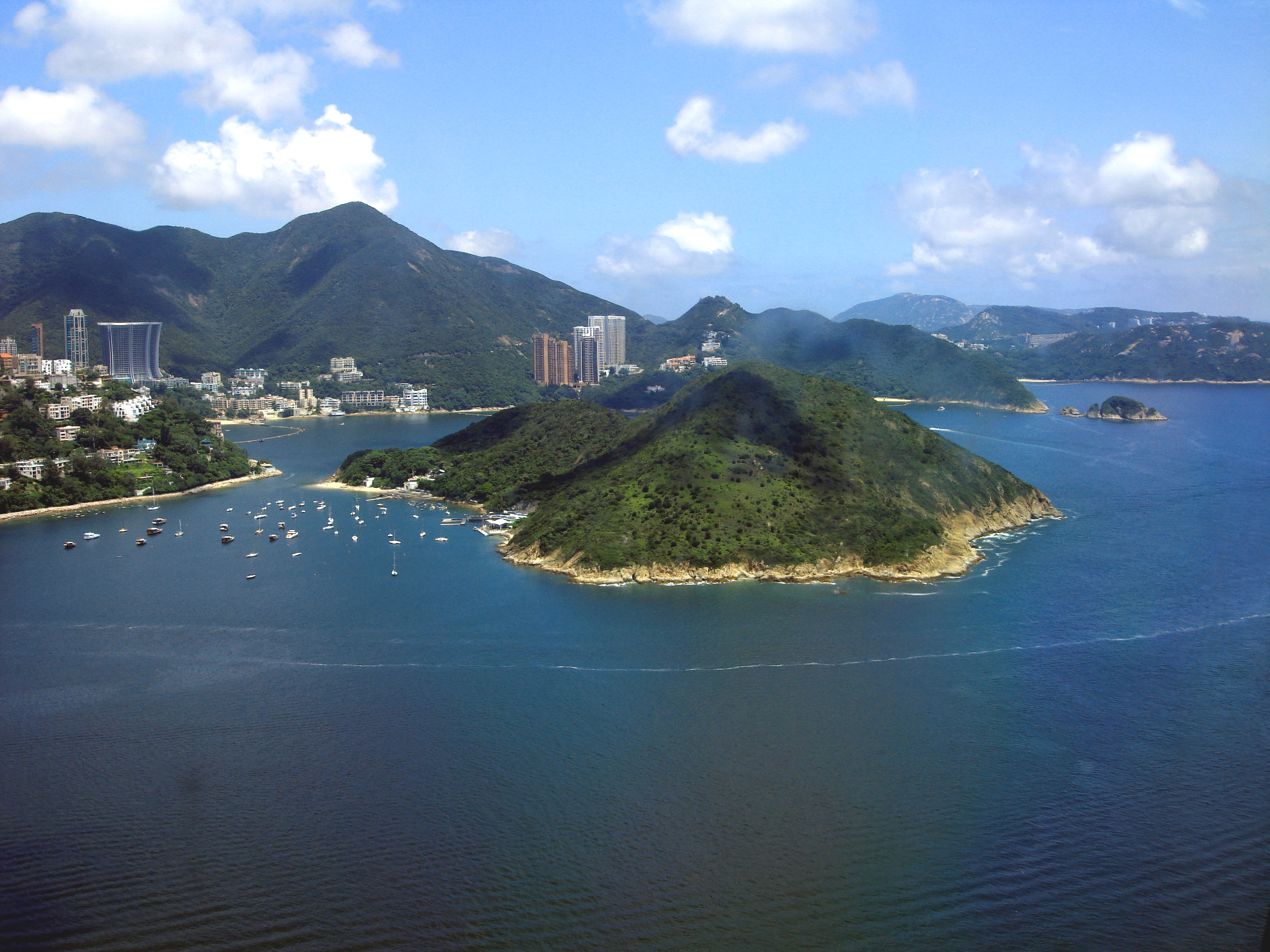
Vista a partir de um teleférico do Parque do Oceano no distrito sul. Em primeiro plano está o meio da ilha. Ao fundo, a Baía Repulse.

A ilha de Hong Kong não faz parte do Distrito das Ilhas.

## Geografia
Após Lantau, a ilha de Hong Kong é a segunda maior do território. Tem 80,4 km² de área, incluindo 6,98 km² de terra conquistada ao mar desde 1887. A mesma representa aproximadamente 7% do território de Hong Kong. Está separada da península de Kowloon e dos Novos Territórios pelo porto de Victoria.

## Demografia
A sua população em 2000 era de 1 367 900 habitantes, cerca de 19% do total de Hong Kong. A densidade populacional era muito variável no interior da ilha, com a parte norte muito mais povoada que a parte sul. Os distritos mais povoados (Central e Ocidental Western, Wan Chai, e Oriental, tinham 1 085 500 residentes, o que coloca a parte urbana da ilha com densidades na ordem de 26 000 hab/km². A área desta parte da ilha é de cerca de 41,3 km². Em conjunto com Kowloon, estas áreas urbanas contêm 47% da população total.

## Transportes

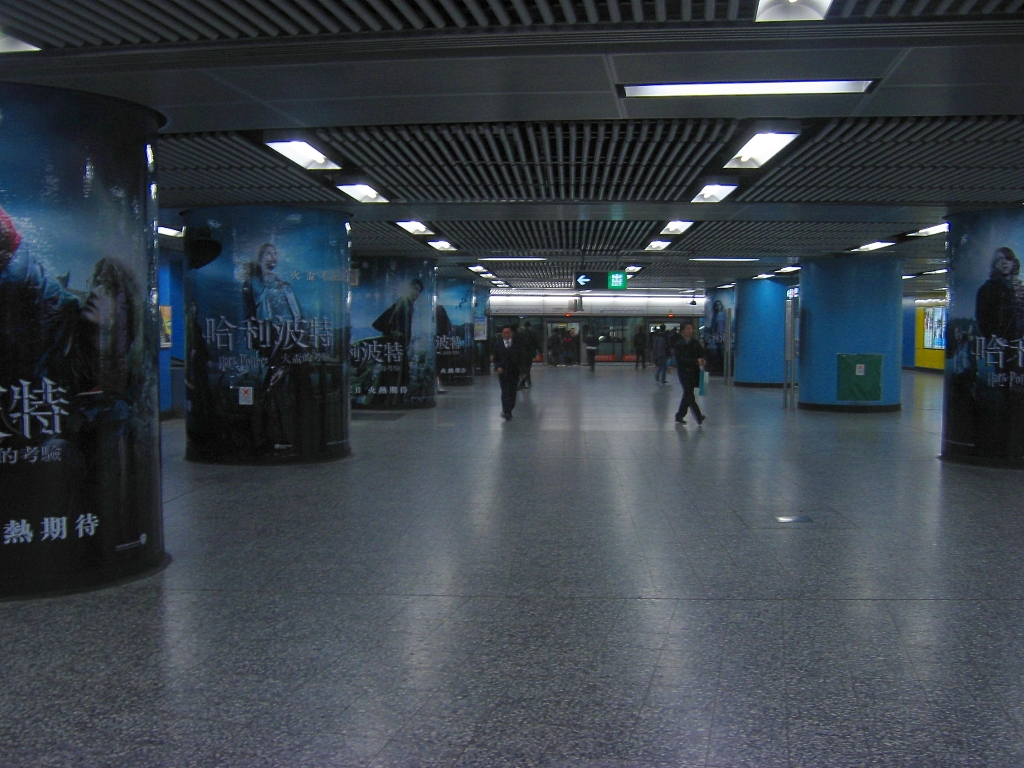
Estação de MTR de Hong Kong.

Existem redes de linhas de metrô (MTR) que passam pela ilha de Hong Kong, de oeste a este, através da Island Line. A Island Line é a linha azul do metrô que liga Chai Wan (ao leste) a Sheung Wan (extremo oeste).